# 서피스 2
마이크로소프트 서피스 2(영어: Surface 2)는 마이크로소프트에서 발표한 윈도우 RT 태블릿의 이름이다. 서피스 2는 2013년 9월 23일 발표되고 10월 22일 발매되었다. 서피스 RT와 마찬가지로 기존 윈도우 응용 프로그램 실행이 불가능하다.